# Sophie Troc
Sophie Dominique Troc (1968) es una esquiadora de fondo francesa, guía vidente de esquiadores paralímpicos y tres veces ganadora de competiciones en Juegos Paralímpicos como guía. 
Fue la guía vidente de Nicolas Berejny en los Juegos Paralímpicos de Turín 2006 y en los Juegos Paralímpicos de Vancouver 2010.
Compitieron en los Juegos Paralímpicos de Invierno de 2006 en Turín, Italia, y ganaron las medallas de oro en el eslalon y el eslalon gigante con discapacidad visual, y una medalla de bronce en la categoría Descenso con discapacidad visual.
En los Juegos Paralímpicos de Invierno de 2010 en Vancouver, Canadá, Berejny y Troc ganaron el oro en la competición super gigante con discapacidad visual.
En el esquí alpino ha sido instructora (especializada en discapacidad), entrenadora y competidora. Miembro de los equipos franceses de esquí alpino con Nicolas Berejny y Nathalie Tyack.
Por sus méritos deportivos fueron distinguidos con la Legión de Honor y recibieron la Orden Nacional del Mérito otorgada por la presidencia francesa en 2010.

## Vida privada
Originaria de la zona de los Altos Pirineos franceses, graduada en Ingeniería Matemática y Administración de Empresas. Ejerció como profesora de Matemáticas. 
Está en pareja con el exesquiador paralímpico Nicolas Berejny. Es la copropietaria de un restaurante junto con otra exesquiadora paralímpica en la localidad de Moliets-et-Maa, en la Aquitania francesa.